# Historia Nunavut

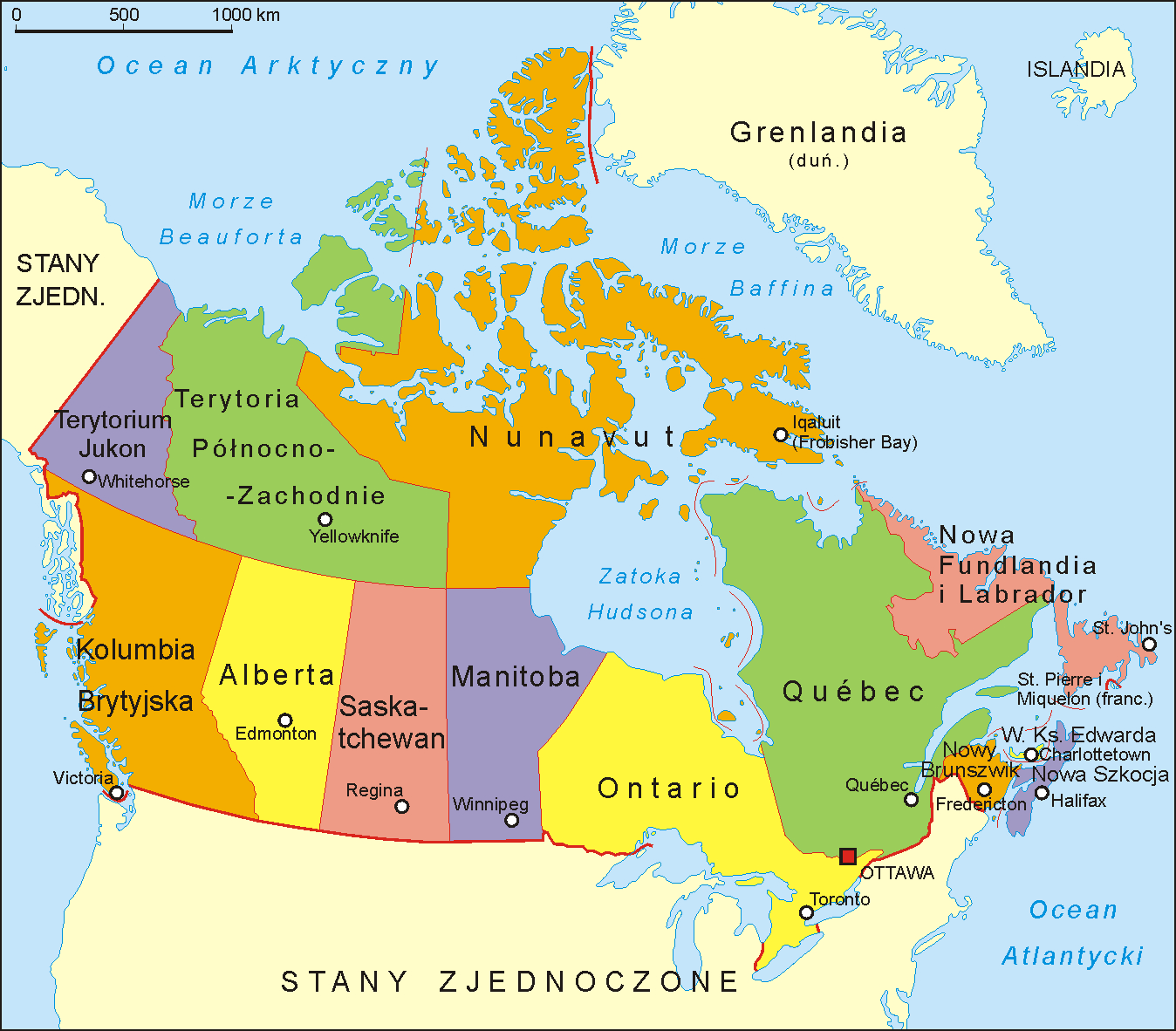

Nunavut, terytorium Kanady powstałe w 1999, w większości zamieszkane jest przez naród Inuitów. Począwszy od X wieku naród ten rozwinął bardzo specyficzną kulturę opartą na łowiectwie. Od XVII wieku Inuici rozpoczęli intensywne kontakty z Kompanią Zatoki Hudsona, które doprowadzając do znacznego postępu materialnego narodu, zniszczyły jego tradycyjną kulturę. Wycofanie się Kompanii z handlu w rejonach arktycznych w latach trzydziestych XX wieku doprowadziło Inuitów na krawędź zagłady biologicznej. Począwszy od początku lat siedemdziesiątych Inuici przechodzą odrodzenie narodowe, kulturowe i gospodarcze, które doprowadziło do powstania samorządnego terytorium.

## Wczesna historia
Pierwszymi mieszkańcami arktycznych terenów północno-wschodniej Ameryki był lud zwany Tuniit. Uważa się, że przybyli oni z Syberii w czwartym stuleciu p.n.e. Jednakże w X wieku n.e. w rejonie tym pojawił się inny lud zwany Thule. Ich pojawienie się było ostatnim epizodem migracji ludów azjatyckich do Ameryki Północnej. Thule, przodkowie współczesnych Inuitów – kanadyjskich Eskimosów zajmowali się wielorybnictwem. Operując na tych samych akwenach co Normanowie, weszli z nimi w kontakty handlowe. Od nich też nabywali metalowe narzędzia. W końcu XIV wieku Inuici, z niewiadomych powodów porzucili swój dotychczasowy tryb życia i zaczęli rozprzestrzeniać się na tereny kontynentalne, wokół Zatoki Hudsona. Wielorybnictwo zeszło wtedy na dalszy plan, a głównym źródłem pożywienia stały się polowania na karibu i foki.
Choć Inuici utrzymywali ograniczone kontakty najpierw z Normanami, potem z baskijskimi i portugalskimi wielorybnikami prowadzącymi połowy na północnym Atlantyku, a począwszy od początku XVI wieku weszli także w kontakty z podróżnikami szukającymi Przejścia Północno-Zachodniego, to te bardzo ograniczone kontakty nie wpłynęły na styl życia Inuitów.

## Tereny arktyczne pod administracją Kompanii Zatoki Hudsona
Począwszy od roku 1670, od powołania Kompanii, rozpoczęły się trwałe i intensywne kontakty Inuitów z Europejczykami. W przeciągu lat wpłynęły one na zmiany kulturowe społeczności arktycznej. Inuici porzucili swój zgodny z cyklem naturalnym zwyczaj polowań, którego celem było uzyskanie żywności i skór na ubrania i inne wyroby, a zaczęli polować zawodowo w celach wymiany za towary dostarczane przez Kompanię – narzędzia, ubrania, żywność itp. Oznaczało to znaczny awans cywilizacyjny dla Inuitów, lecz także zerwanie z tradycją i znaczne uzależnienie się od czynników zewnętrznych. Obecność Kompanii przeciągnęła się do lat trzydziestych XX wieku, na długo po włączeniu wszystkich terenów arktycznych do Kanady. W istocie Kompania działała jako agent rządu federalnego Kanady w kontaktach z Inuitami. Sytuacja uległa drastycznej zmianie po roku 1930, kiedy to załamał się rynek i spadło zapotrzebowanie na surowce dostarczane przez Inuitów. Od tego momentu Inniuci musieli polegać na bardzo niepewnej pomocy federalnej. Następne czterdzieści lat było najtragiczniejszym okresem w historii narodu. Przerwanie handlu, przy praktycznej niemożliwości powrotu do dawno zapomnianej tradycji, wywołało ostry kryzys społeczny wśród Inuitów. Jego skutkiem był głód, zniechęcenie, poczucie beznadziei i wysoka śmiertelność. Pomoc federalna wystarczała zaledwie na podstawowe środki do życia. Przymus szkolny zmuszał Inuitów do oddawania swych dzieci do odległych szkół, co prowadziło do dezintegracji rodziny, lub zamieszkania w budowanych przez rząd osiedlach, co całkowicie odrywało ich od pozostałości tradycji. Inuici wydawali się być kolejnym narodem skazanym na zagładę. Pierwszą i udaną próbą ratowania był pomysł znalezienia regionalnego produktu. Inuici niewiele umieli, poza polowaniami. Nie wytworzyli też żadnej trwałej kultury materialnej ani formy sztuki. Z powodzeniem jednak nauczono ich rzeźbić w kamieniu. Powszechnie występujący na terenach arktycznych tzw. "mydlany kamień", o szarej lub ciemnozielonej barwie, miękki i łatwy w obróbce był znakomitym surowcem, a Inuici okazali się zdolnymi rzeźbiarzami. Rzeźbione przez nich figurki arktycznych zwierząt stały się cenionymi przedmiotami na prezenty i można je teraz nabyć w każdym sklepie z pamiątkami w Kanadzie. To pozornie nieistotne wydarzenie odwróciło los narodu. Inuici zaczęli zarabiać na siebie, a znajdując nowe powołanie przełamali błędne koło niemożności.

## Współczesny Nunavut
Wprowadzenie rządów przedstawicielskich w Terytoriach Północno-Zachodnich niewiele zmieniło w położeniu Inuitów. Choć mieli teoretyczne możliwości decydowania o swym losie, to początkowo brakowało osób, które wzięłyby to na siebie. Sytuacja zaczęła się zmieniać wraz z powstaniem Inuit Tapirisal of Canada – Rady Inuitów w Kanadzie. Jej pierwszy prezydent Tagak Curley rozpoczął działalność w celu polepszenia losu narodu. ITC rozpoczęło przygotowania do wysunięcia roszczeń przedstawionych w 1977. W 1979 przedstawiciele Inuitów po raz pierwszy wystartowali w wyborach do Zgromadzenia Legislacyjnego Terytoriów Północno-Zachodnich. Pierwszym Inuickim deputowanym został Peter Ittinuar. W tym samym roku ITC ogłosiło swój historyczny plan zmian politycznych na dalekiej północy. Program obliczony na piętnaście lat zakładał olbrzymie roszczenia terytorialne oraz autonomię polityczną i gospodarczą. Przełomowym dla Inuitów rokiem był 1982, kiedy to politycy reprezentujący ludność rdzenną Kanady, aktywnie uczestnicząc w debacie konstytucyjnej, doprowadzili do zapisania w konstytucji Kanady prawa do roszczeń terytorialnych, Debata konstytucyjna dała kolejny asumpt do aktywizacji społecznej Inuitów. W 1982 powstał Związek Konstytucyjny Terytoriów Północno-Zachodnich (Constitutional Alliance of the Northwest Territories, CA), z dwoma oddziałami: Forum Konstytucyjnym Nunavuty (Nunavut Constitutional Forum, NCF) i Zachodnim Forum Konstytucyjnym (Western Constitutional Forum, WCF). Istniejące organizacje skonfederowały się w Tangavik Federation of Nunavut (TFN), która od tego momentu reprezentowała naród Inuitów na forum federalnym. Federacja przygotowała propozycję programową, dokument zatytułowany Building Nunavut – Budowanie Nunavutu, który stał się podstawą do dalszych działań.
Negocjacje prowadzone z rządem federalnym dały pewne rezultaty już w 1981, kiedy przyznano Inuitom prawa do zarządu zasobami dzikich zwierząt i polowań na Atlantyku. Pomogło to w odradzaniu się tradycyjnego myślistwa.
Mimo pierwszych sukcesów, negocjacje osiągnęły impas w dwóch kwestiach – granic terytorium i praw białej mniejszości zamieszkującej na terytorium przyszłego Nunavut. Ostatecznie do roku 1990 oba problemy rozwiązano w sposób zadowalający obie strony, a w grudniu 1991 opracowano ostateczną wersję ugody – Nunavut Land Claim Agreement. W sierpniu 1992 w plebiscycie 84,7% mieszkańców terytorium zaakceptowało porozumienie. 10 czerwca 1993 parlament federalny ratyfikował umowę uchwalając dwie ustawy Nunavut Land Claims Agreement Act i Ustawa o Nunavut Nunavut Act. Zakładała ona utworzenie nowego terytorium Kanady i przyznaniu szeregu przywilejów jego ludności.
Okres od 1993 do 1999 poświęcono na przygotowania do wdrożenia porozumienia. Jack Anawak został mianowany tymczasowym komisarzem, którego zadaniem było nadzorowanie wprowadzania umowy w życie. Stronę Inuitów reprezentował Jose Kusugak prezydent nowo powołanej Nunavut Tunngavik Incorporated.
15 stycznia 1999 odbyły się pierwsze wybory do Zgromadzenia Legislacyjnego, które powołało pierwszy rząd terytorium. Jego premierem został Paul Okalik. Na federalnego komisarza terytorium mianowana została Helen Maksagak. 1 kwietnia przemówienia, sztuczne ognie i ludowe festyny zainaugurowały istnienie Nunavut.

## Teraźniejszość i przyszłość
Pierwsze lata istnienia terytorium upłynęły pod znakiem organizacji administracji i opracowania planów na przyszłość. Opracowany plan ekonomiczny The Sivummut Economic Development Strategy Group, który, jeśli zostanie zrealizowany, da początek prosperity i zapewni kontynuację odradzania się narodu Inuitów.